# Vuelo de las aves

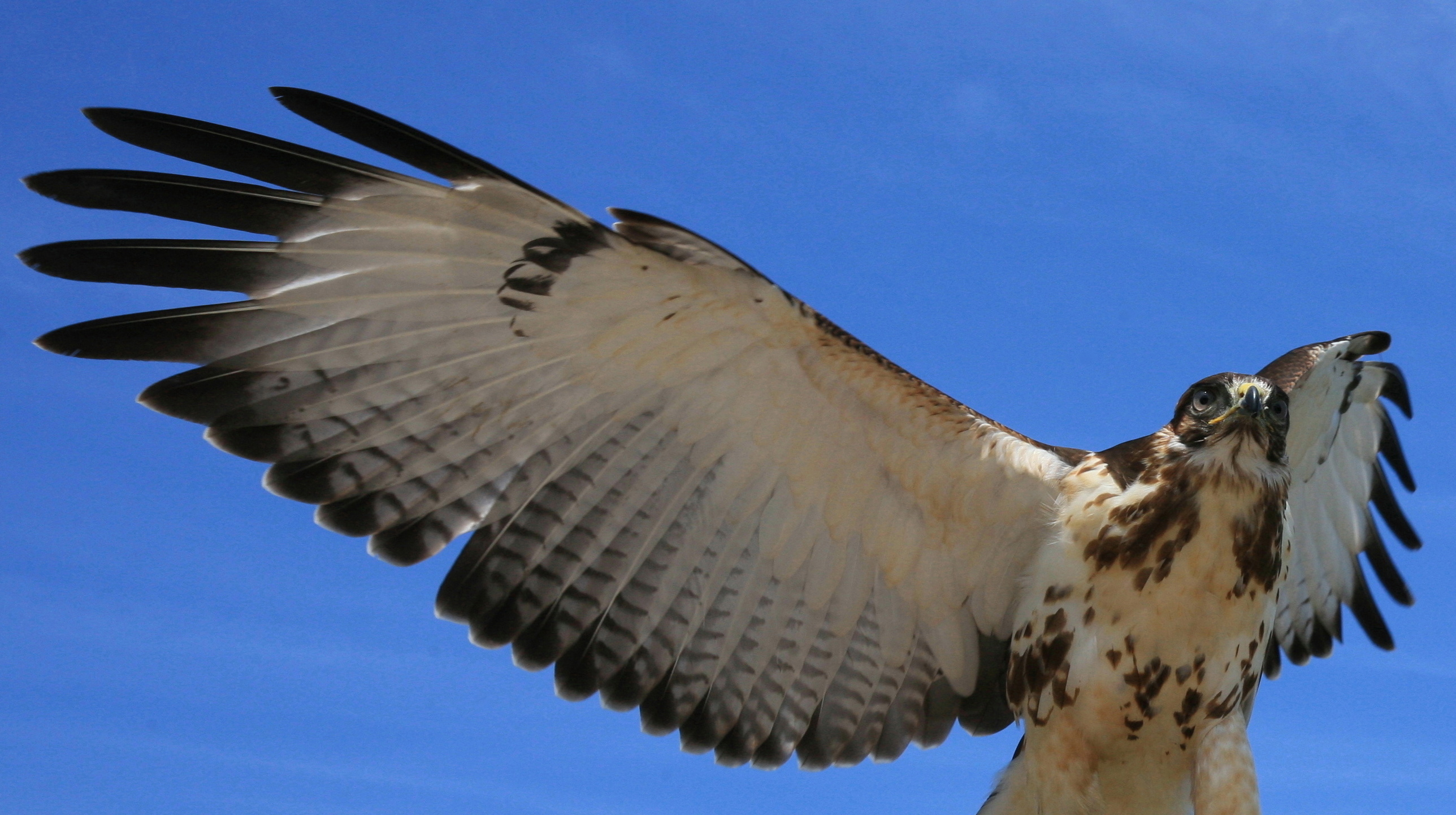
Un águila azor africana en pleno vuelo.

El vuelo es el principal medio de locomoción utilizado por la mayoría de las especies de aves. Desempeña un papel destacado en la alimentación de las aves, y en su reproducción, crecimiento y capacidad de evadir predadores.

## Mecanismo básico de vuelo de un ave
Los principios básicos del vuelo de un ave son similares a los de un avión. La fuerza de sustentación es producida por la acción del flujo de aire a través del ala, el cual es un perfil alar. La fuerza de sustentación se produce porque la presión del aire es menor en la parte inmediatamente sobre el ala y ligeramente superior en la parte inferior del ala.
Al planear tanto las aves como los planeadores obtienen a partir de sus alas tanto una fuerza vertical como una fuerza de empuje adelante. Esto es así porque la fuerza de sustentación se produce en una dirección perpendicular a la del flujo de aire, la que en vuelo horizontal se produce en la parte inferior del ala. Por lo tanto la fuerza de sustentación posee un componente adelante. (El peso siempre actúa verticalmente abajo y por lo tanto no puede producir una fuerza adelante. Sin este componente adelante, un ave que planeara descendería en sentido vertical, en forma similar a como cae un paracaídas).

## Vuelos en formación de "V" o cuña

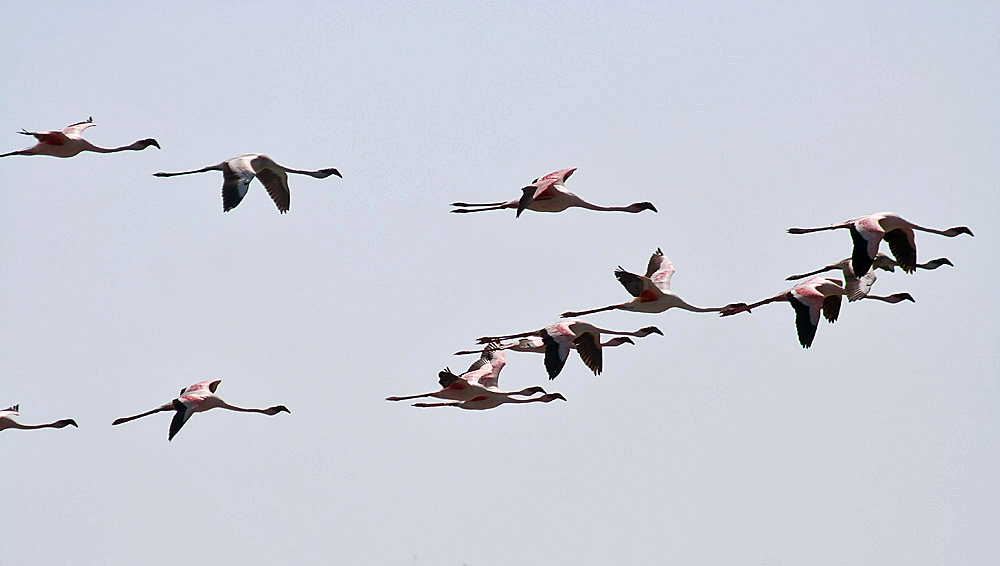
Flamencos en formación

Las aves vuelan en formación en "V" principalmente por dos razones: eficiencia energética y navegación.
- Eficiencia energética: En formación "V", las aves se aprovechan del fenómeno conocido como el vuelo en estela. Cuando un ave vuela, crea un flujo de aire ascendente detrás de sus alas. Al volar detrás de otra ave en formación en "V", las aves siguientes pueden posicionarse de manera que aprovechen este flujo ascendente, lo que les permite reducir la resistencia aerodinámica y ahorrar energía. La posición en "V" les proporciona un impulso adicional y les permite volar con mayor eficiencia que en solitario.
- Navegación: Las aves migratorias, en particular, realizan vuelos de larga distancia y a menudo enfrentan condiciones climáticas desafiantes. Al volar en formación, las aves pueden seguir el líder y aprovechar su experiencia en la elección de rutas y encontrar fuentes de alimento. Además les permite mantener la comunicación visual y auditiva entre sí, lo que mejora la coordinación y la cohesión del grupo durante la migración.

## El ala

La fuerza de sustentación posee tanto una componente vertical como una componente adelante.

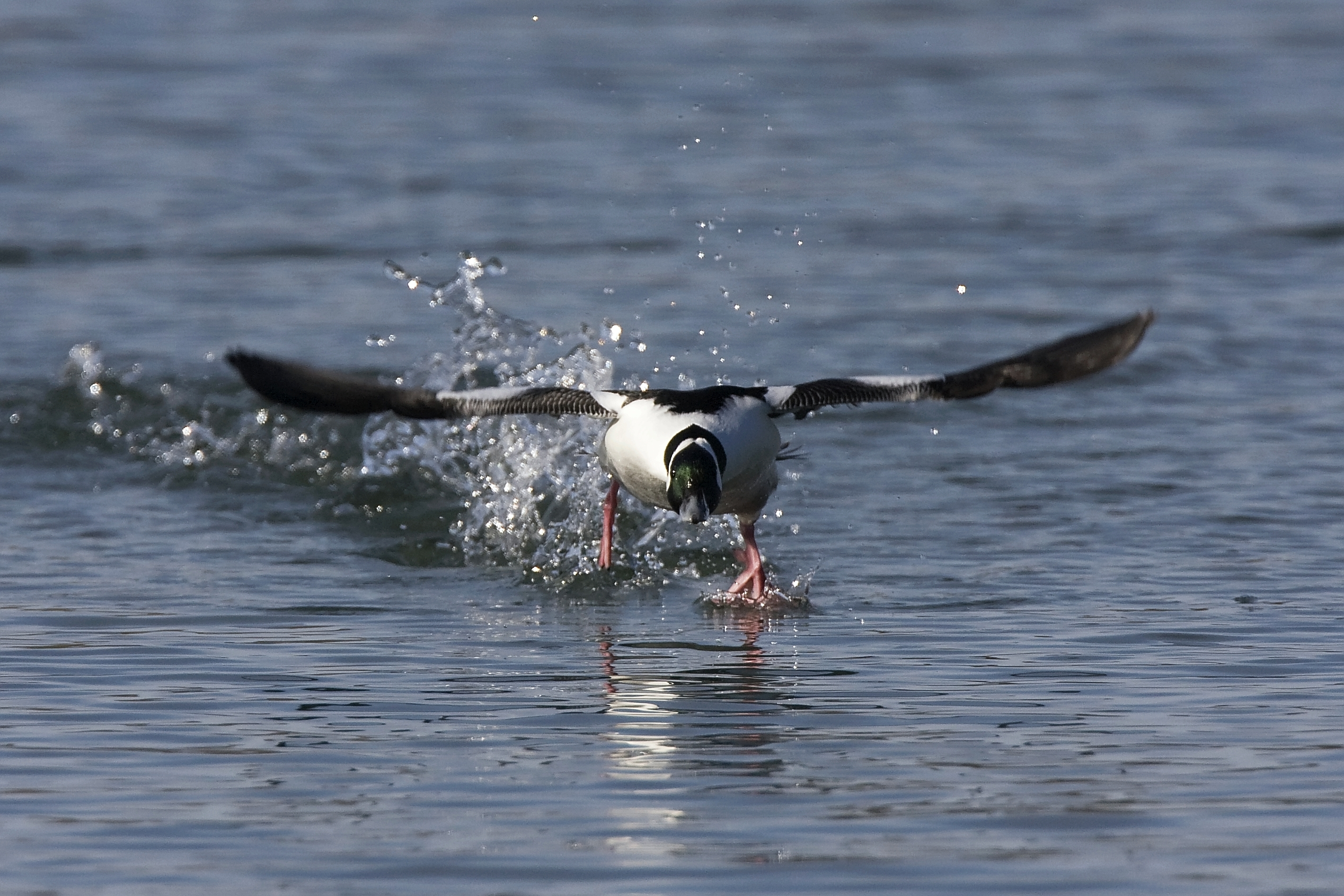
Un macho de porrón coronado corriendo sobre el agua mientras remonta vuelo.

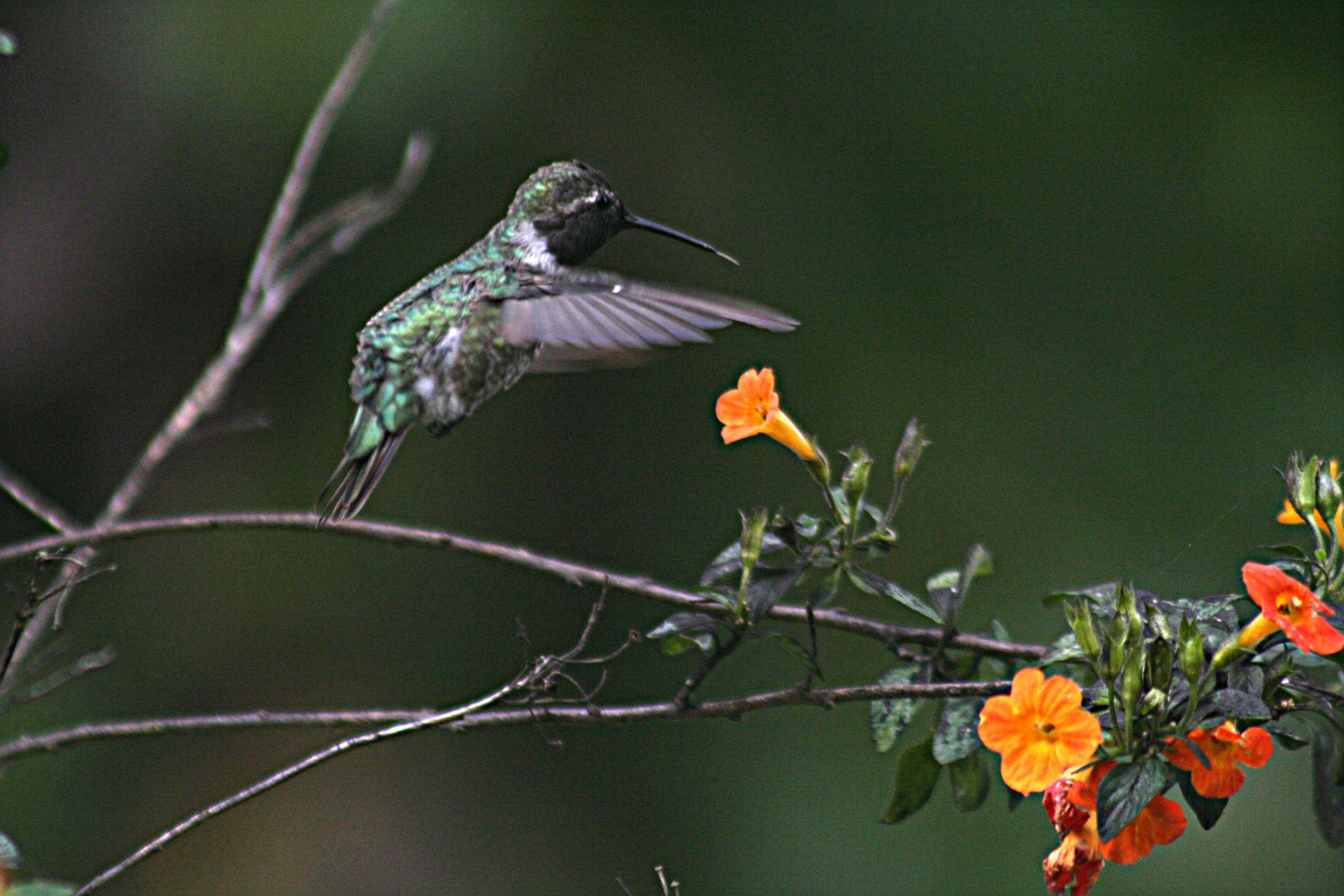
Un colibrí de garganta roja puede batir sus alas 52 veces por segundo.

Los miembros anteriores del ave, las alas, son la clave para el vuelo de un ave. Cada ala posee una veleta central, compuesta por los huesos del húmero, el radio y el cúbito, que golpea el viento. La mano, o manus, que primigeniamente se componía de cinco dígitos, se reduce a tres dígitos (dígitos II, III y IV), cuyo propósito se ha transformado a servir de anclaje para las plumas primarias (o metacarpo-digitales), uno de los dos grupos de plumas responsables de la forma de perfil alar. El otro conjunto de plumas de vuelo que se ubican detrás de la articulación carpal en la ulna, se denominan los secundarios o cubitales. El resto de las plumas del ala se las conoce como de cobertura, existiendo tres conjunto de ellas. A veces el ala posee garras vestigiales, las que en casi todas las especies se pierden cuando el ave alcanza la adultez (tales somo las que son fácilmente observables en los pichones trepadores del hoatzin), entre las aves que las mantienen durante su edad adulta se encuentran el secretario, los anímidos, Heliornithidae, avestruces, numerosos vencejos, y bastantes otras especies. Las garras en el Archaeopteryx un símil terópodo del Jurásico son muy parecidas a las de los pichones del hoatzin.
El ala puede considerarse un plano aerodinámico sobre el que actúan dos fuerzas, una hacia arriba, la de sustentación, y otra que se opone al avance, la de arrastre. Para que el ave pueda volar, es necesario que la fuerza de sustentación compense el peso del animal; el aire que circula por la superficie superior de sus alas crea un área de menor presión que la parte inferior, que contribuye esa fuerza de sustentación. A mayor velocidad que el aire pase por la parte superior e inferior del ala, se crea mayor diferencia de presiones y su resultado se denomina sustentación.